# Cosmoscarta egeria
Cosmoscarta egeria är en insektsart som beskrevs av Schmidt 1911. Cosmoscarta egeria ingår i släktet Cosmoscarta och familjen spottstritar. Inga underarter finns listade i Catalogue of Life.